# Souper Ligka Ellada 2
La Souper Ligka Ellada 2 (Ελληνική Σούπερ Λίγκα 2, traslitterato: Ellīnikī Souper Ligka 2) è il secondo livello professionistico del campionato greco di calcio.

## Storia
Il campionato è stato istituito nel 2019 in seguito alla ristrutturazione del campionato greco di calcio, sostituendo la Football League (ex Beta Ethniki) come seconda divisione nella piramide calcistica greca con quest'ultima invece che viene declassata a terzo livello.
Alla prima stagione del campionato parteciparono 12 squadre.
A partire dalla stagione 2021-2022, a seguito della fusione con la Football League, è composta da 36 squadre suddivise nei Gruppi Nord e Sud. Le partecipanti alla prima edizione di questo tipo sono tutte le partecipanti alla conclusa Souper Ligka Ellada 2 (escluse le promosse), alla stagione precedente della Football League (escluse le retrocesse), le promosse dalla Gamma Ethniki e le retrocesse dalla Souper Ligka Ellada.

## Squadre
Stagione 2024-2025.
| Squadra                  | Città         | Stadio                           | Capacità |
| ------------------------ | ------------- | -------------------------------- | -------- |
| AEK Atene B              | Atene         | Spata Training Centre            | 3.000    |
| Asteras Tripolis B       | Tripoli       | Stadio Theodōros Kolokotrōnīs    | 1.000    |
| Diagoras                 | Rodi          | Stadion Diagoras                 | 3.693    |
| Egaleo                   | Egaleo        | Stavros Mavrothalassitis Stadium | 8.217    |
| Ethnikos Neou Keramidiou | Nea Keramidia | Katerini Stadium                 | 4.995    |
| Īlioupolī                | Ilioupoli     | Stadio comunale di Ilioupuli     | 2.000    |
| Īraklīs                  | Salonicco     | Stadio Kaftanzoglio              | 27.770   |
| Kalamata                 | Kalamata      | Stadio comunale di Kalamata      | 5.613    |
| Kampaniakos              | Chalastra     | Stadio comunale di Chalastra     | 1.000    |
| Kavala                   | Kavala        | Anthi Karagianni                 | 10.550   |
| Kīfisias                 | Rizoupoli     | Stadio Georgios Kamaras          | 1.650    |
| Larissa                  | Larissa       | AEL FC Arena                     | 16.118   |
| Makedonikos              | Salonicco     | Stadio Makedonikos               | 8.100    |
| Nikī Volo                | Volo          | Stadio Panthessaliko             | 22.700   |
| PAE Chania               | La Canea      | Stadio comunale di Perivolia     | 4.527    |
| Panachaïkī               | Patrasso      | Kostas Davourlis Stadium         | 11.321   |
| Panargeiakos             | Argo          | Argos Municipal Stadium          | 5.000    |
| Paniōnios                | Nea Smyrnī    | Stadio di Nea Smyrnī             | 11.700   |
| PAOK B                   | Salonicco     | Stadio Makedonikos               | 8.100    |
| PAS Giannina             | Giannina      | Stadio Zosimades                 | 7.652    |

## Albo d'oro
- 2019-2020:  PAS Giannina
- 2020-2021:  Iōnikos
- 2021-2022:  Levadeiakos
- 2022-2023:  Panserraïkos e  Kīfisias
- 2023-2024:  Levadeiakos e  Athens Kallithea

## Vittorie per squadra
| Squadra          | Vittorie | Anni                  |
| ---------------- | -------- | --------------------- |
| Levadeiakos      | 2        | 2021-2022 e 2023-2024 |
| PAS Giannina     | 1        | 2019-2020             |
| Iōnikos          | 1        | 2020-2021             |
| Panserraïkos     | 1        | 2022-2023             |
| Kīfisias         | 1        | 2022-2023             |
| Athens Kallithea | 1        | 2023-2024             |